# Silene guntensis
Silene guntensis är en nejlikväxtart. Silene guntensis ingår i släktet glimmar, och familjen nejlikväxter.

## Underarter
Arten delas in i följande underarter:
- S. g. glabrescens
- S. g. guntensis
- S. g. pistillaris
- S. g. vallicola